# Class 95
Class 95是新傳媒旗下的一個廣播頻道，於1990年1月1日啟播，也是新加坡最高收聽率的英語電台。Class 95 以英語廣播，頻道定位為「The Best Mix of Music」，以25至40嵗的專業與管理人士的聽眾為對象。

## 背景
新加坡的無線電台廣播始於1936年，數十年來只擁有四個頻道－第一廣播網以英語廣播、第二廣播網以馬來語廣播、第三廣播網以華語廣播、第四廣播網以淡米爾語廣播。當時的新加坡廣播局在80年末期，展開大刀闊斧的改革，迅速設立旗下多個頻道。Class 95FM於1990年1月1日開台，是新加坡第四家FM英文頻道，亦是新加坡第二個英語音樂電台。目前新加坡共有10個英語FM頻道（至2018年止）。